# Ovčí most v Nejdku
Ovčí most je kamenný most přes železniční trať Karlovy Vary – Johanngeorgenstadt na katastrálním území Tisová u Nejdku mezi zastávkami Nejdek-Tisová a Nejdek-Sejfy v km 29,564.

## Historie
Kamenný most byl postaven nad úsekem místní dráhy z Nejdku do Horní Blatné společně s výstavbou dráhy v roce 1898 v místě, kde dráha probíhá hlubokým skalním zářezem ve směrovém levotočivém oblouku. Most zajišťoval přechod důležité obchodní cesty, proto most musel být tak široký, aby po něm mohly projet povozy. Mostem vede  turistická cesta z Nejdku na Tisovský vrch (977 m n. m.) a k rozhledně Pajndl. V roce 2018 byl most opraven správcem mostu jsou Státní lesy, s.p. Opravu zabezpečila firma MD STAV SOLUTION s. r. o.

## Popis
Most je kamenná jednooblouková stavba s polokruhovou klenbou tvořenou řádkovým zdivem o tloušťce asi 0,5 m. Čelní zdi jsou postaveny z lomového až hrubého řádkového zdiva a přesahují přes vozovku, kde tvoří zábradlí s římsami z kamenných bloků. Opěry a kolmá křídla jsou z hrubého řádkového zdiva. Kamenná rovnanina chrání prostor mezi křídly a přilehlými svahy. Vozovku tvoří nezpevněná cesta.

### Data
- Délka mostu : 22,4 m
- Rozpětí: asi 6,40 m
- šířka mostu asi 5,0 m
- Výška nad terénem: 7,15 m
- Nadmořská výška: 798 m